# 汉学

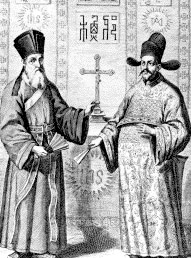
中国学者徐光啟（右）與傳教士利瑪竇的交流

漢學，亦称华学、中国学，是指由学者对有关漢族的各個層面进行研究的一门学科，包括華人的历史、政治、社会、文学、哲学、经济等等，甚至也包括对于海外华人的研究。華人研究漢學，通常稱為國學。
海外汉学与中国本土学术进行对话，才能洞悉中国文化的深层奥秘；中国学人向世界敞开自己，才能进一步啟發並活化古老的传统和思想的底蕴。21世纪，汉学因其经济和战略意义广泛传播，被世界上许多大学设定为一门专业。

## 研究領域
汉学最初只是对中国古代文化的研究，主要研究古文和哲学、文学、音韵学、史学等，不包括现代中国的研究。二战后，也逐渐开始研究现代中国。由此，汉学可以分为古代汉学和现代汉学。古代汉学根据不同的划分，主要是针对1850年、1911年或1949年以前的中国所进行的研究，这以后的时期则属于现代汉学的领域。

## 东亚汉学
東亞漢學以越南、朝鮮半島與日本列島为中心，包括越南漢學、高麗漢學和日本漢學乃至俄國蒙滿研究、日本殖民地日語文獻、琉球漢學，研究中国自古以来到现当代所有中国文化内涵。

### 日本汉学
日本自隋唐時开始學習中国典籍制度，与中国汉学的渊源最为深远。明治维新前，日本朝野以模仿唐朝的一切为时尚。日本的殖民地和附庸政權，如滿州國、汪精衛國民政府、台灣等地的日語文獻也代表了此一時期不同於中國本土觀點的中國研究。琉球自古為獨立國，在明治維新後才併入日本，其後通行日文。琉球在通行日文前使用的是漢文，因此琉球漢學同時兼有古漢語、日語文獻。
依蘇州大學教授轉引日人自己的日本汉诗分期如下：翰林期（646～1192）包括了歷史上大和、奈良、平安三個時期，主要詩人为空海。叢林期（1191～1602）包括了歷史上鐮倉、日本南北朝、室町、桃山四個時期，主要詩人为絕海中津。儒林期（1603～1868）主要是江戶幕府到明治維新前的時期，主要詩人为石川丈山、荻生徂徠。士林期（1868～）明治維新以後的時期。主要詩人为國分青崖、岡倉天心、夏目漱石、橫山耐雪。
日本藩士伊地知季安著《汉学纪源》，从儒学的起源开始记述，详尽地介绍了日本各个时代儒学的状况。僧俊艿建久十年（公元1199）游于宋多购儒书回日本，有佛教典籍1008卷，世俗典籍819卷，碑帖96卷，儒道书籍256卷。菅原道真、紀長谷雄、三善清行、管原文时、源顺(兼平亲王)、具平亲王、藤原公任、大江匡房等皆精通汉学。
成立于1949年的日本中国学会是以中国相关学术研究为目的，从事中国哲学、中国文学、中国语言研究的全国性综合学会。日本还成立了日本现代中国研究学会、日本贸易振兴机构亚洲经济研究所、早稻田大学现代中国研究所等机构。

### 朝鲜汉学
近年來，韓國在東亞漢學所扮演的角色地位上，也日益重要。韩国从事中国学研究的机构主要有韩国中国学会、高丽大学亚洲问题研究所、首尔大学中国学研究中心等。

### 越南汉学
越南作為漢字文化圈的成員，也一直致力於漢學研究，尤其是漢喃學的研究。

## 欧洲汉学
欧洲汉学，一是研究宗教与传教士的中国文化问题，二是研究现当代中国问题。19世纪初有法国雷慕沙和德国克拉勃罗德两位汉学大师成立亚洲协会，发行期刊《亚洲学报》。1823年英国皇家亚洲学会成之，刊行《皇家亚洲学会会报》，可視為漢學成立之年。此後英国、荷兰、瑞典都出現了漢學研究，荷蘭人施古德最早研究中国天文学。
在欧洲，从事中国研究的机构主要有剑桥大学东亚研究所、牛津大学中国中心、伦敦国王学院中国研究院、法国社会科学高等学院近现代中国研究中心、法国远东学院、巴黎汉学研究所、柏林自由大学东亚所、海德堡大学汉学研究所、柏林洪堡大学汉学所、汉堡大学汉学系、维也纳大学中国研究系、莱顿大学汉学系、布鲁塞尔自由大学当代中国研究所、捷克查理大学汉学系、华沙大学东方研究学院等。相关学术刊物主要有英国《中国季刊》、法国《法国汉学》、德国《亚洲研究》《当代中国》等。
在俄罗斯，中国学研究机构主要有俄罗斯科学院远东研究所、俄罗斯科学院东方学研究所、俄罗斯科学院东方文献研究所（圣彼得堡）、莫斯科大学亚非学院、圣彼得堡大学东方系等，相关学术刊物主要有《远东问题》《东方》等。
| 年代               | 国家   | 机构                       | 备注 |
| ------------------ | ------ | -------------------------- | --- |
| 1814年12月11日     | 法国   | 法兰西学院                 | 第一位法国汉学教授是雷慕莎                                                                                    |
| 1840年鸦片战争以后 | 英国   | 剑桥大学、伦敦大学亚非学院 | 伦敦大学亚非学院又称东方学院，拥有欧洲一流的汉学研究机构                                                      |
| 1875年             | 荷兰   | 莱顿大学                   | 1890年由著名汉学家考狄所创立的《通报》成为西方第一份汉学的专业刊物                                            |
| 1912年             | 德国   | 腓特烈·威廉帝国大学        | 在中国生活近三十年的卫礼贤所创办的法兰克福“中国学社”，创建于北平辅仁大学的《华裔学志》                        |
| 19世纪末           | 瑞典   | 哥德堡大学                 | 以探险家斯文·赫定的中国西部探险开始，后有汉语言学家高本汉，是第一位重構了中古漢語及上古漢語的語音的人         |
| 1741年3月23日      | 俄罗斯 | 圣彼得堡科学院             | 伊拉利昂·罗索欣为汉学教师，在清康熙年间就有驻华东正教团从事汉学研究，到阿列克耶夫时期在学术上达到了很高的成就 |

### 意大利汉学
欧洲汉学的出现可追溯到13世纪的马可·波罗时代。史料显示，欧洲系统的汉学研究最早产生于16世纪，当时诸如利玛窦、南怀仁和安东尼·托马斯（Antoine Thomas）等基督教传教士正尝试向中国地區输入基督教，所以最初的汉学更多的是被看作中国文化与基督教的融合。
启蒙时代是对探索与发现新大陆怀有极大好奇的时代。那些曾经流传于教士之间的叙述与信函被收录进《耶稣会士中国书简集（Lettres édifiantes et curieuses）》中，在欧洲广为流传。清国此一大帝国震惊了每一个对这片土地有所向往的人，与此同时，汉学家开始向西方世界传播中国的哲学、伦理、法制观念以及审美观。尽管这种介绍难免片面且有所歪曲，但这在当时的确养活了不少依靠贩卖“中国工艺品”生存的小商贩，当然，也一度引起热议。那时，清国常常被描述为一个开明专制。
17世纪中叶明末清初之际，来自那不勒斯王国的天主教传教士馬國賢于1711-1723年在康熙皇帝的满清宫廷担任画家。他返回那不勒斯时带回了四名年轻的中国教友，作为中文教师，他们构成了那不勒斯“中国学院”（Collegio dei Cinesi）的核心，1732年获教宗克莱门七世批准，其宗旨是向传教士教授中文，从而推进在中国的传教事业。该校一度改名皇家亞洲學院（1868-1888），之后成为那不勒斯东方大学。
意大利现代汉学研究起步较晚，威尼斯大学、罗马大学、那不勒斯东方大学并称意大利三大汉学中心。主要期刊包括羅馬大學的《東亞研究期刊》、威尼斯大學的《威尼斯亞洲研究》以及那不勒斯东方大学的《東方學院年鑑》。

### 俄国汉学
在俄国，对中国的研究统被称为汉学或中国学（cинология或китаеведение），向来是东方学（востоковедение）的一个重要组成部分。俄國是中國的北鄰，對蒙滿研究有地利之便，研究歷史攸久而且著作豐富。加上後來蒙古文基里爾化，在文字習得上更加輕省，主要是遼金元清時期的阿爾泰語言文字文獻研究。
雍正六年（1728年）《恰克图条约》簽定之後，中俄始有往來，俄国传教士团和41位留学生来到北京，努力學習中華文化，致力於掌握满、汉、藏、蒙等多種文字。這些留學生後來成為漢學家的有伊拉里昂·罗索兴、阿列克谢·列昂季耶夫、比丘林等人。
早期俄罗斯汉学的研究中心在北京，後來逐渐转移到圣彼得堡大学，形成彼得堡学派。咸丰五年（1855年），圣彼得堡大学成立东方学系，其中最著名的漢學家是瓦西里·巴甫洛维奇·瓦西里耶夫，漢名為王习礼，並將《论语》、《聊斋志异》和唐人小说《李娃传》译为俄文，還编纂了《满俄大辞典》。

### 法国汉学

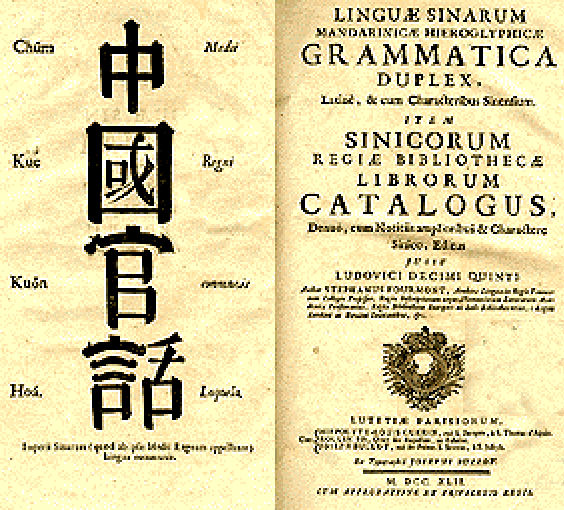
法国传教士黃嘉略《中国官话》

法王路易十四时期，由法国科学院派传教士前往中国進行研究，马约瑟發表有《书经以前之时代与中国神话之关系》，杜赫德编著的《中华帝国史全志》。伏尔泰也是《耶稣会士中国书简集》的一位读者，在元曲读记《赵氏孤儿记（L'orphelin chinois）》中，他也曾表达他对那片神奇土地的无限向往。
根据法国1795年宪法，次年建立国立东方语言文化学院（l'école des Langues orientales Vivantes）。一位从未踏上中国地區土地的法国人杜赫德（Jean-Baptiste Du Halde）于1725年出版了4卷插图本《中国简述（Description de la Chine）》，这本书的大量资料是基于他与教友的书信中所描述的内容。这本书在当时具有相当的权威并随即被译成四种语言出版。
法国的“汉学三杰”被认为是儒莲、沙畹和戴密微。冷战期间，法国汉学家李克曼强烈的批评了汉学对于政治的干预——左的或右的——对汉学独特但不失科学性的分析加以否定。他还尖刻的讽刺了对汉学有所辩护的专家们，如阿兰·佩雷菲特。

### 德国汉学
17-18世纪耶稣会传教士的译介在欧洲掀起了中国热，莱布尼茨等德国启蒙思想家也受其影响。微积分发明者莱布尼茨对中国哲学尤其是《易经》极感兴趣，他在《易经》中发现了一个完美演绎出来的素数序列，还从中文本身提炼出了一个理想的、渊博的语言规则，即数学的本质——通过底层分析找出悖论。
19世纪末至20世纪初，德国汉学专业化、学科化，教席和学术机构设立，福兰阁等汉学家令德国汉学学科逐渐成熟。二战后，德国高校院系纷纷复建、新设汉学，涌现出海尼士、傅吾康等汉学家。东德主要承继语言研究传统，特别是辞典和文学，侧重古典汉语与吐鲁番文献。西德汉学则重在政治、社会、经济，与台湾互动频繁。德国“汉学三杰”被认为是福格伯、傅吾康和马汉茂。

### 英国汉学
17-18世纪英国传教士如理雅各在争取设立汉学学科方面作出了很大贡献，而1810至1830年代馬禮遜在東印度公司廣州商館，進行了英國人最早的漢語教學。在1834年廣州商館退出歷史舞臺前，商館持續近一個世紀的漢語教學，具有相當持久的影響，廣州商館甚至可說是英國最早的漢學機構。到1837年士丹頓以設置中文教授席位為條件，將馬禮遜私人購置帶回英國的中文書籍一萬冊捐予倫敦大學學院，而校方聘請的第一位講座教授，就是馬禮遜的學生塞缪尔·基德。
英国汉学明显起步晚于欧洲大陆，早期主要依靠转译欧洲其他语言的汉学著作获取中国知识，之后的发展又过于重视商业、外交的实际使用，纯学术研究落后于法、德、俄等汉学大国。到了19、20世纪才逐步改变了对汉学长久的忽视，拓展了研究领域，译介了大量古典文学和现当代文学作品。

### 瑞典汉学
北欧半岛与中国接触最早的是瑞典。瑞典汉学可以追溯到1690年代，当时烏普薩拉大學就有學者發表關於中國歷史的學術論文。1840–1950年傳教士的學術活動、19世紀末和20世紀初現代科學方法的突破、高本漢和馬悅然兩位教授的貢獻，使得瑞典汉学日益成熟。瑞典汉学的奠基者、哥德堡大学校长高本汉专攻汉语音韵学、方言学、词典学、文献学等。此后，瑞典所有与中国研究相关的重要角色几乎都由高本汉的学生担当，形成了一个“学术家族”。瑞典的汉学教学和研究主要集中于斯德哥尔摩大学和隆德大学。

### 捷克汉学
捷克傳教士嚴嘉樂到中國的傳教活動開啟了中捷文化的早期交流。19世紀中葉至20世紀初期是捷克漢學的開創期。19世纪，捷克诞生了中国学研究鼻祖鲁道夫·德沃夏克，译介了《论语》和《老子》。捷克汉学的奠基者则是普实克。进入20世纪，在普实克的引领下，形成了布拉格汉学派。20世纪60年代，普实克在哈佛大学担任访问教授，与费正清建立了友谊，并成为李欧梵的老师。费正清逝世前，把他的所有中文藏书捐献给哈佛大学图书馆，所有英文藏书则捐给捷克社会科学院东方学院的费正清图书馆。布拉格汉学派成为西方有关中国现代文学研究的先锋，涌现了贝尔塔、丹娜、米列娜、王和达、史罗甫、高利克等一批汉学家。

### 荷兰汉学
从17世纪中叶开始，荷兰汉学经历了几个阶段。莱顿大学东亚系早在19世纪就有中文的教学，学生被训练成为具有专长的荷属东印度群岛殖民地官员。19世纪末到20世纪上半期，莱顿大学汉学教授席位共任命四位教授。1876年莱顿大学设立第一个汉学教授席位。开启荷兰汉学的是汉学家施古德，1876年至1902年在莱顿大学任教，是荷兰第一位日语和汉语教授。1930年，莱顿大学成立汉学研究院。阿姆斯特丹大学是仅次于莱顿大学的荷兰汉学的第二大阵地。

## 北美汉学
北美汉学以研究现当代中国政治、经济、文化、社会为主要内容。美国中国学呈现出从欧洲汉学的传统语文学研究模式转向以社会科学方法为主的研究模式，从单纯的学术探索转向公开为美国、西方全球战略和国家利益服务的特点。1949年中华人民共和国成立后，美国政府、基金会和学术机构开始重视对当代中国的研究。受美国影响，加拿大亚太基金会、加拿大英属哥伦比亚大学中国研究中心等逐步建立起来，聚焦当代中国时政的跨学科研究。

### 美国汉学
在18世纪美国建国时期，建国之父如富兰克林、潘恩、杰弗逊以及19世纪的超验主义者爱默生、梭罗都曾经接触过中国的著作。美国曾不断地派传教士去全世界的各个非西方国家学习，到了中国的传教士就会向美国传播中国知识。卫三畏是最早来华的美国新教传教士之一，也是美国早期汉学先驱，后来就因此成了耶鲁大学第一位汉学教授。美国公理会传教士明恩溥的代表作有《中国乡村生活社会学研究》。
到了20世纪，汉学家逐渐脱离了传教士的身份，并建立了一个可靠的标准研究体系。汉学家在政治上提出的建议也使得汉学对政治产生了影响，如美国的费正清。他的《中国：传统与变迁》认为，近代中国有两条路线，一个是外国不断地侵华、签订条约，一个就是中国内部，即“冲击—回应”模式。在北美汉学谱系中，第一代汉学家的代表是费正清，第二代汉学家的代表是列文森、史华慈、芮玛丽等，第三代汉学家的代表是汉学三杰——哈佛大学教授孔飞力、加州大学伯克利分校教授魏斐德和耶鲁大学教授史景迁。
美国代表性的相关研究机构主要有哈佛大学费正清中国研究中心、哈佛燕京学社、美中关系全国委员会、密歇根大学中国研究中心、加州大学伯克利分校中国研究中心、布鲁金斯学会中国中心等，相关学术刊物主要有《近代中国》《当代中国》《中国经济评论》《中国政治研究》等。

### 加拿大汉学
从19世纪中叶开始，加拿大传教士来到中国，在中国建立270所学校和30座医院，开创了中国的护理工作和专业护士职业。这一批传教士回国后，他们的著作、回忆录和书信等奠定了加拿大汉学研究的基础。1950年代初，传教士后代成立加中友协。1960年代，基于早期传教士出版物的汉学研究逐渐兴旺，主要是对文学和历史混合体的叙事文本与古文字、古文物的研究，这一时期的汉学研究仍以中国古代文本为主，重视文本细读和注释。随后，十所加拿大主要高校相继成立亚洲系或亚洲中心，开始重视当代中国研究。

## 敦煌學
20世纪初，敦煌石窟藏经洞被发现，出土了大量藏文、蒙古文和其他文字的写本卷子及文物。西方汉学家前來敦煌考察時偷竊了大批文物，形成敦煌學之研究，促进了汉学研究的新发展。
日本学者稻叶君山很早就进行清史及满洲史的研究。1981年5月26日，日本學者藤枝晃於西北師範學院演講時表示有學者說“敦煌在中國，敦煌學在日本”（或說“敦煌在中國，敦煌學在外國”）。曾有學者認為日本學者在漢學研究的份量可能會超過中国。

## 参看
- 汉学家
- 日本漢學
- 国学
- 中華文化圈
- 中國古代文化